# Stina Lundberg Dabrowski

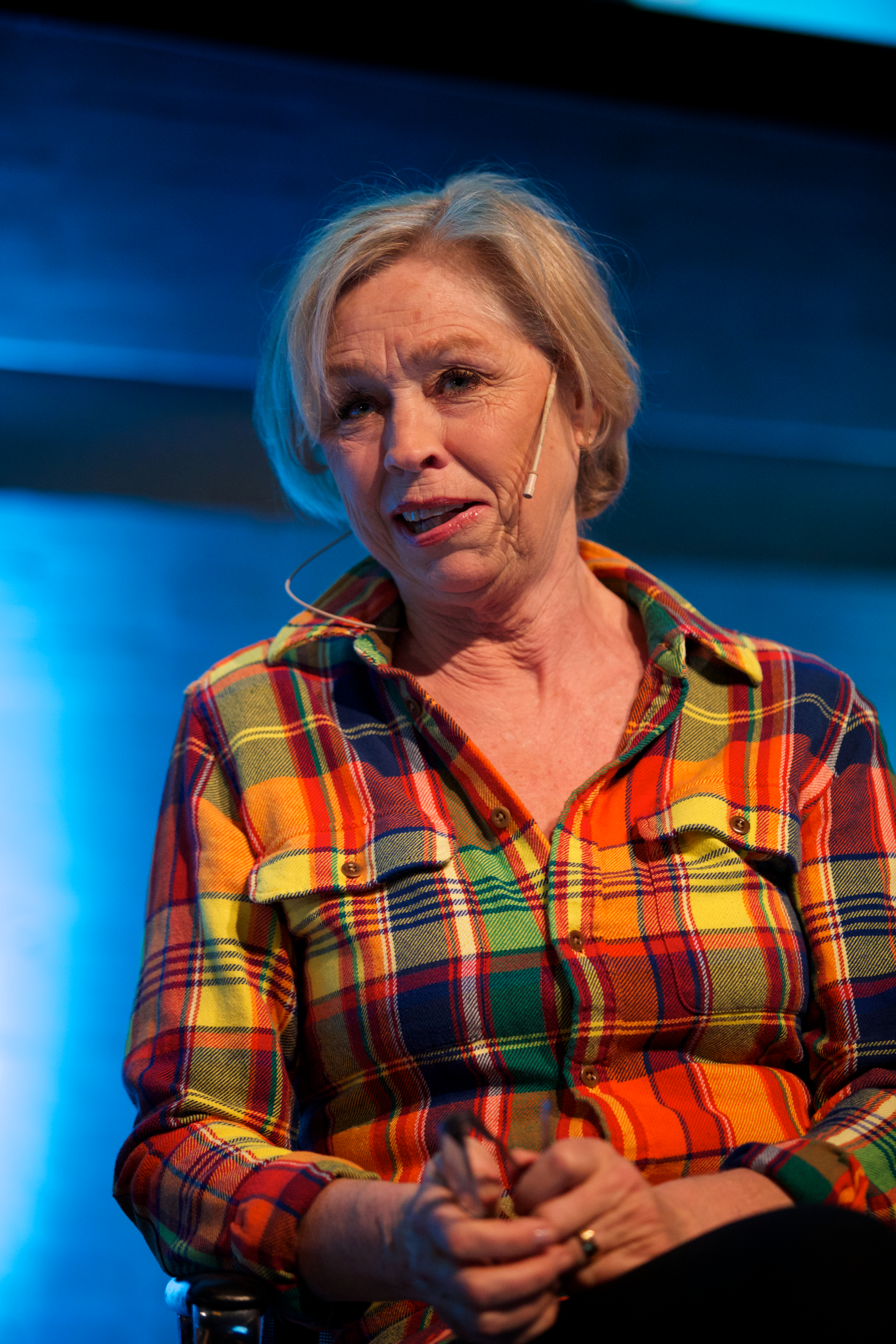
Stina Lundberg Dabrowski.

Stina Lundberg Dabrowski es una de las periodistas más prestigiosas y reconocidas de Escandinavia. Durante 20 años ha dirigido y presentado sus propios programas en la Televisión Sueca y cada temporada ha batido recórds de audiencia, los cuales están basados en la exclusividad y profesionalidad de sus entrevistas y reportajes.

## Stina Lundberg Dabrowski
Nelson Mandela, Hillary Rodham Clinton, Arnold Schwarzenegger, Margaret Thatcher, Yasser Arafat, Mijaíl Gorbachov, Muamar el Gadafi, Ingmar Bergman y la estrella provocativa Madonna. Estos son solo unos pocos ejemplos de las entrevistas personales y cercas hechas por la periodista sueca, Stina Lundberg Dabrowski.
Stina también ha producido documentales y reportajes por todo el mundo. Unos ejemplos son: un reportaje dentro de una familia Ku Klux Klan en el sur de los Estados Unidos, un singular encuentro con el Subcomandante Marcos y los Zapatistas en México y un documental sobre la situación en Colombia, con entrevistas con víctimas secuestradas y las FARC.
Stina and Marcos]]
Stina and Madeleine Albright]]

## Premios y galardones
2005 Stina Lundberg Dabrowski fue elegida ”El mejor tele-presentador de los tiempos” de la gente sueca en una votación nacional, como parte del programa Folktoppen.
Stina ha también recibido el premio periodístico más prestigiosa de Suecia ”Stora Journalistpriset” y varios otros premios por sus programas:
- El Gran Premio de Periodismo 1991
- Mejor Animadora Femenina de Televisión 1983, 1990, 1991
- Mejor Periodista Televisiva 1995
- Mejor Periodista Femenina de Televisión 1997
- Personaje Femenino más popular de la Televisión del siglo, 2000

Libro
En finales de 2006 se publicará el libro Encuentros de Stina. Stina escribe sobre sus entrevistas exclusivas y revela todo lo que ha pasado antes, durante y después de las entrevistas.
DVD
En 2006 salen varios DVD incluyendo muchos de las mejores y más exclusivas entrevistas de Stina.

## Seminarios
Stina ha hecho entrevistas durante más de 20 años con todo tipo de gente conocida: políticos, artistas, músicos etc. Stina da conferencias á estudiantes de periodismo, pero también grupos y empresas sobre sus experiencias y métodos.

## Ejemplos de personas entrevistadas por Stina Lundberg Dabrowski
• Expresidente Nelson Mandela
• Rey Hussein de Jordania
• Dalai Lama
• Presidente de OLP, Yasser Arafat
• Eexsecretario de Estado Madeleine Albright
• El Rey Abdalá II de Jordania
• La Reina Rania de Jordania
• Tareq Aziz
• Coronel Gadhafi de Libia
• Expresidente Michail Gorbachev
•Ex primera ministra Margaret Thatcher
•Ex primer ministro Benazir Bhutto
• Primer Ministro Göran Persson
• Presidente Andrés Pastrana
• Reina Silvia de Suecia
• George Soros
• General Norman Schwarzkopf
• Maradona
• Madonna
• José Saramago
• Ingmar Bergman
• Giorgio Armani
• Isabella Rosellini
• Richard Gere
• Mia Farrow
• Clint Eastwood
• Magic Johnson
• Elton John
• Montserrat Caballé
• Dolly Parton
• Arnold Schwarzenegger
• Subcomandante Marcos
• Jane Fonda
• Al Gore
• Hillary Clinton
• Joakim Thåström
- Datos: Q4989117
- Multimedia: Stina Lundberg Dabrowski / Q4989117